# Юарт-Сиз
Юа́рт-Сиз (фр. Uhart-Cize) — коммуна во Франции, находится в регионе Аквитания. Департамент — Атлантические Пиренеи. Входит в состав кантона Монтань-Баск. Округ коммуны — Байонна.
Код INSEE коммуны — 64538.

## География

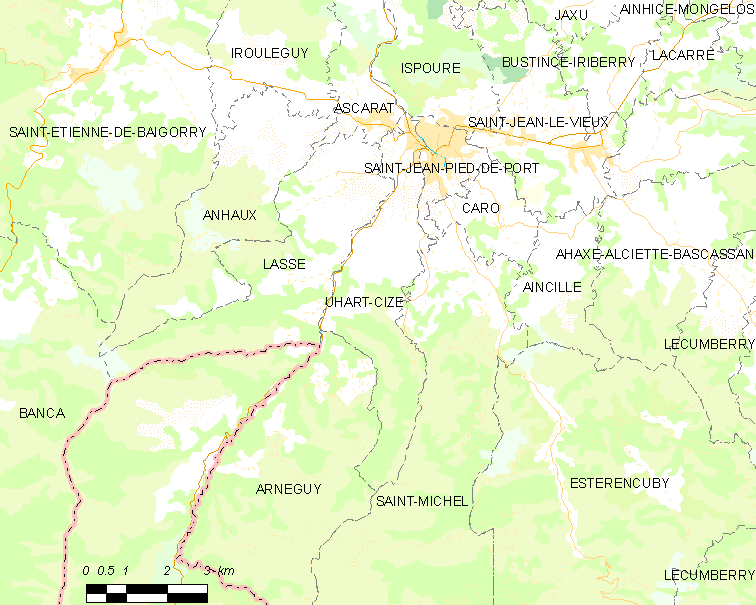
Карта коммуны

Коммуна расположена приблизительно в 690 км к юго-западу от Парижа, в 195 км южнее Бордо, в 75 км к западу от По.
На севере коммуны протекают реки Нив и Нив-д’Арнеги.

### Климат
Климат тёплый океанический. Зима мягкая, средняя температура января — от +5°С до +13°С, температуры ниже −10 °C бывают редко. Снег выпадает около 15 дней в году с ноября по апрель. Максимальная температура летом порядка 20-30 °C, выше 35 °C бывает очень редко. Количество осадков высокое, порядка 1100 мм в год. Характерна безветренная погода, сильные ветры очень редки.

## Население
Население коммуны на 2010 год составляло 691 человек.
| 1962 | 1968 | 1975 | 1982 | 1990 | 1999 | 2010 |
| ---- | ---- | ---- | ---- | ---- | ---- | ---- |
| 477  | 498  | 518  | 563  | 658  | 599  | 691  |

## Администрация
| Период | Период | Фамилия           | Партия | Примечания |
| ------ | ------ | ----------------- | ------ | ---------- |
| 1995   | 1999   | Доминик Манди     |        |            |
| 1999   | 2014   | Жан-Габриэль Каму |        |            |
| 2014   | 2020   | Жан Сан-Педро     |        |            |

## Экономика
В 2010 году среди 444 человек трудоспособного возраста (15-64 лет) 318 были экономически активными, 126 — неактивными (показатель активности — 71,6 %, в 1999 году было 64,2 %). Из 318 активных жителей работали 301 человек (161 мужчина и 140 женщин), безработных было 17 (7 мужчин и 10 женщин). Среди 126 неактивных 33 человека были учениками или студентами, 41 — пенсионерами, 52 были неактивными по другим причинам.

## Достопримечательности
- Церковь Св. Мартина (XV век)[8]
- Редут Кюрючаманди (XIX век). Исторический памятник с 1992 года[9]

## Фотогалерея

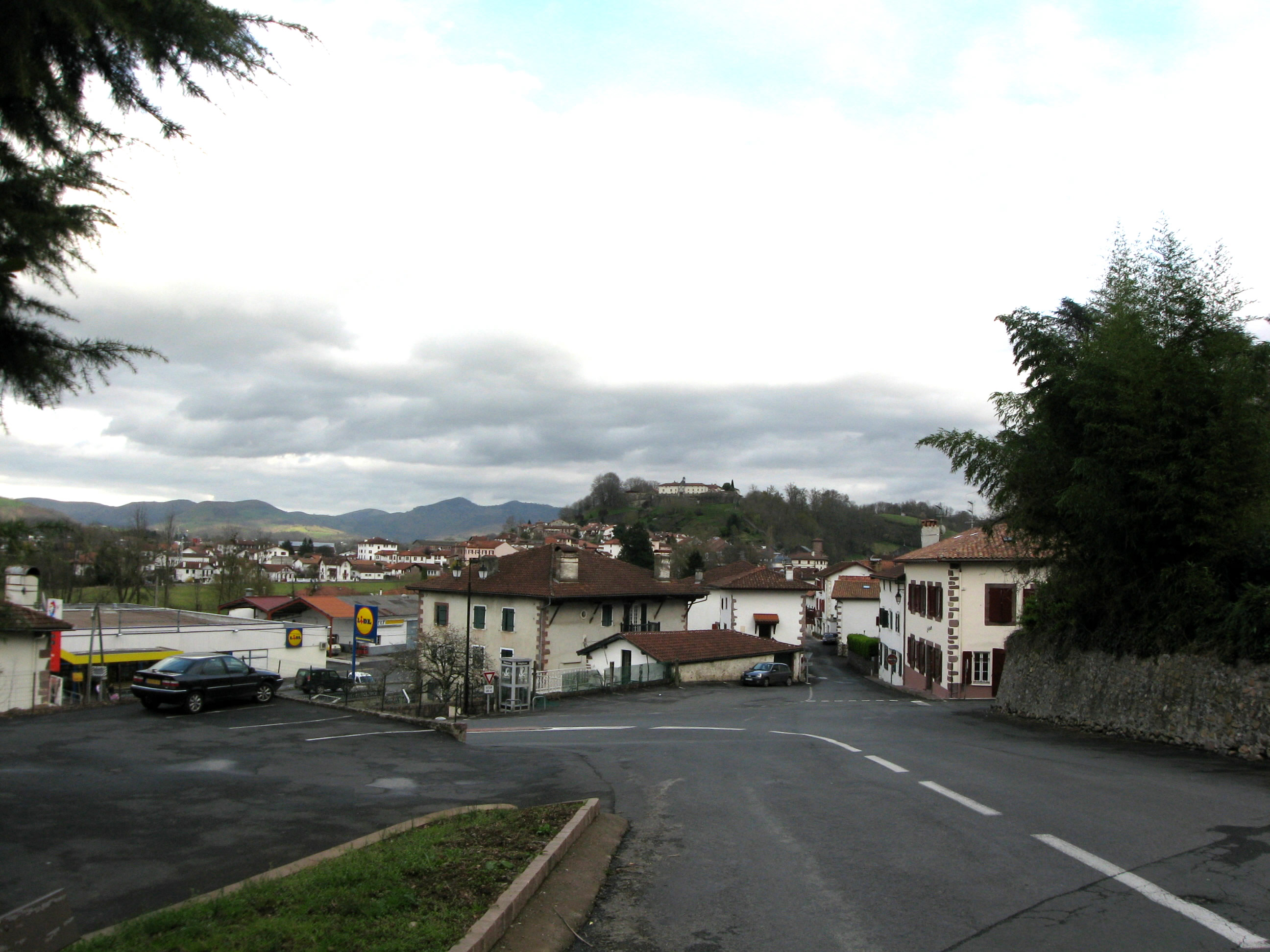
Юарт-Сиз
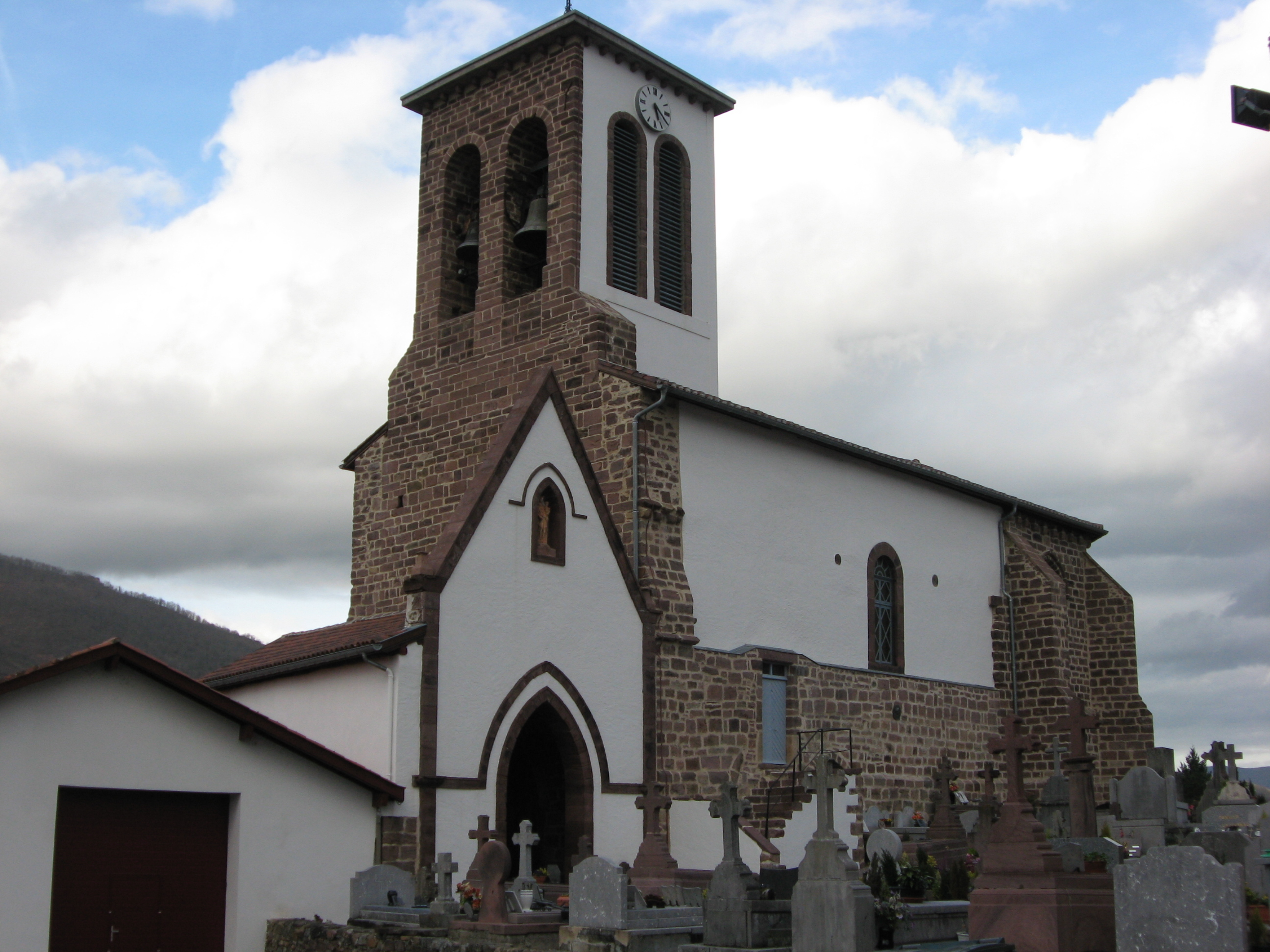
Церковь Св. Мартина
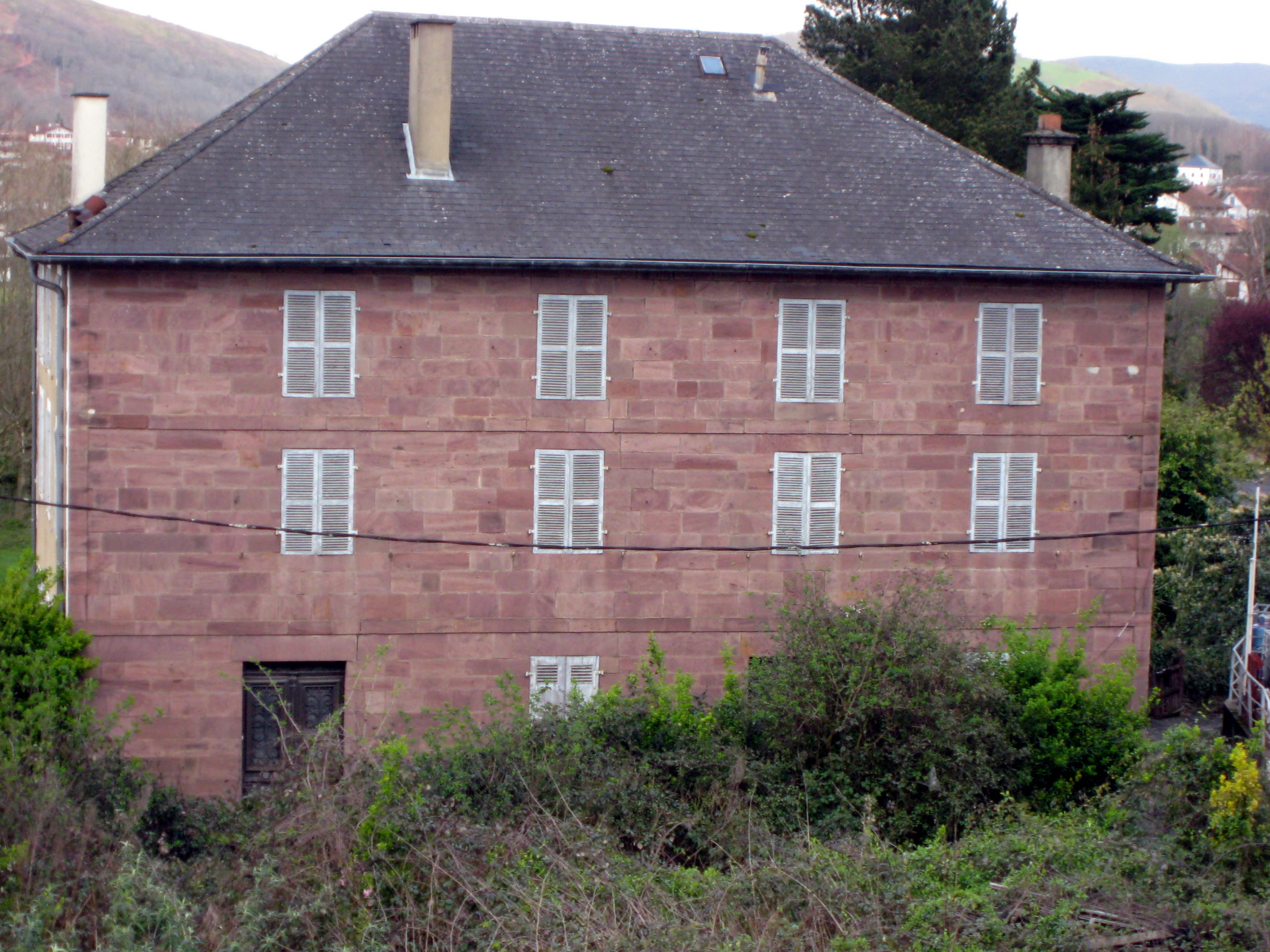
Дом
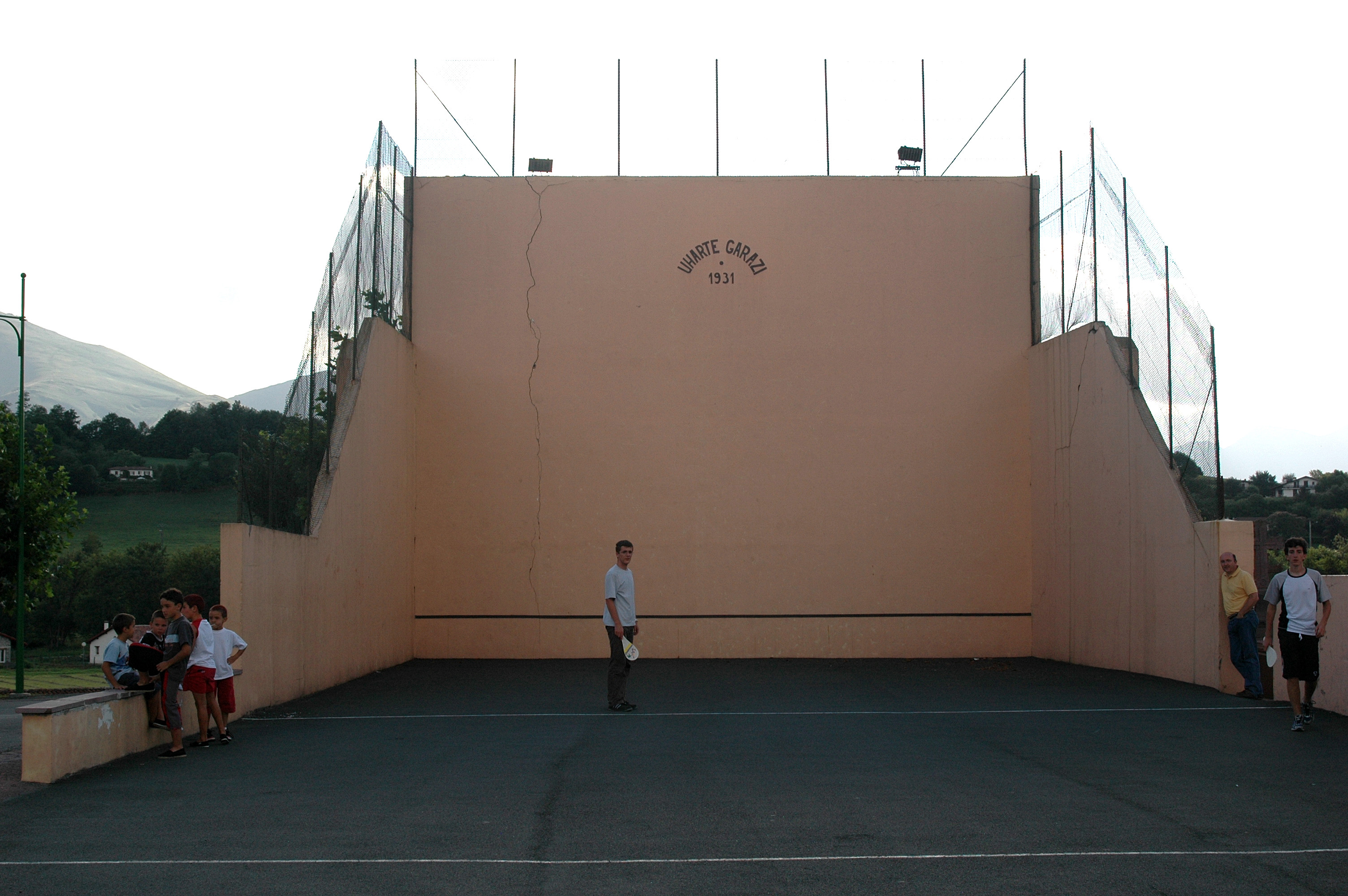
Фронтон (площадка для игры в пелоту)
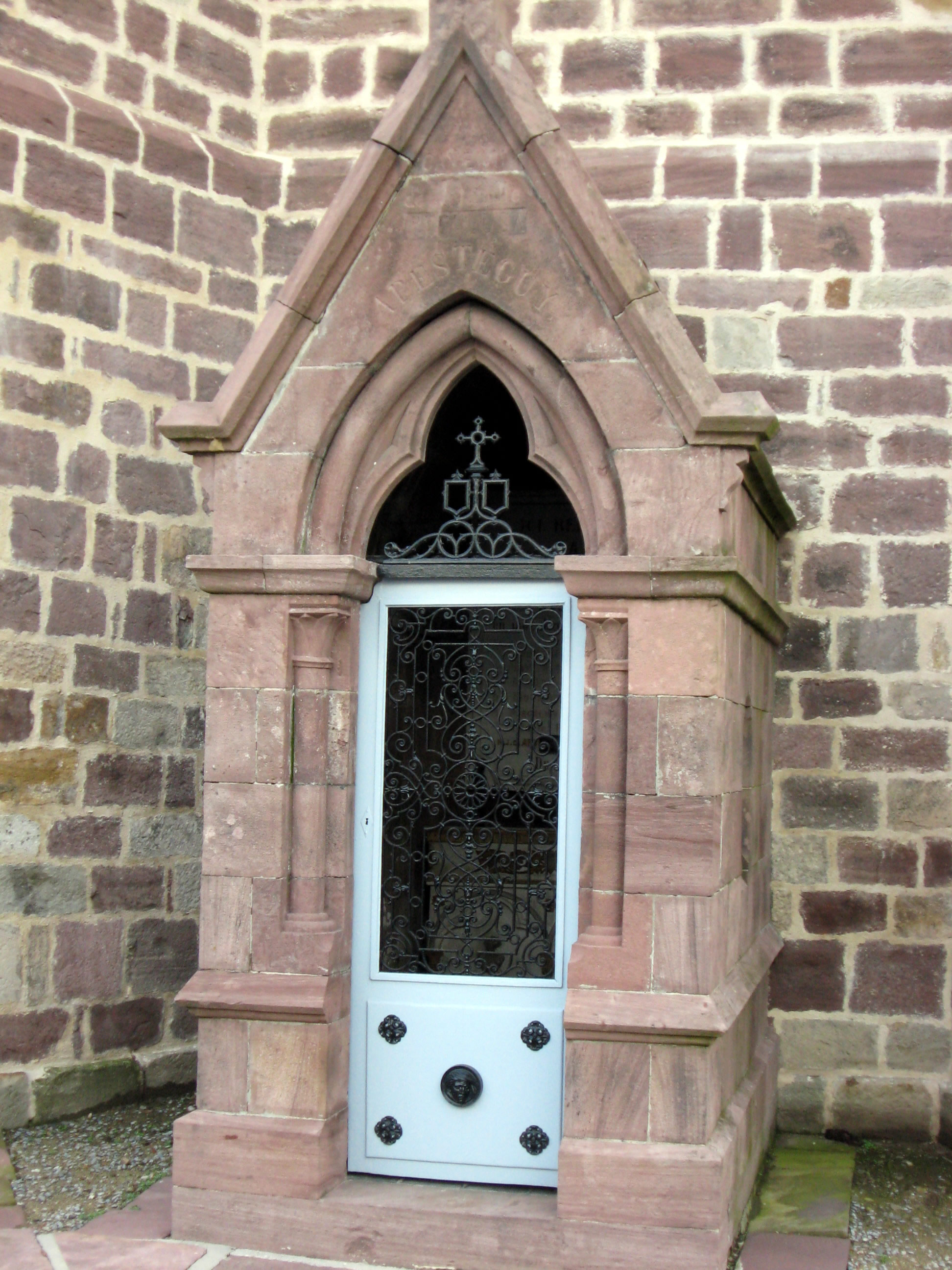
Склеп